# Candice Nunes
Candice Nunes (* 11. Juli 1988 in Johannesburg, Südafrika) ist eine südafrikanische Schauspielerin.

## Leben
Candice Nunes trat ab ihrem fünften Lebensjahr in der südafrikanischen Kinderfernsehsendung Kideo auf. Im Alter von neun Jahren wanderte sie mit ihrer Familie in die Vereinigten Staaten aus. Nunes absolvierte einen Schauspielkurs bei der Cinco Ranch Theatre Company in Texas sowie diverse Stunt- und Comedytrainings. Sie spielte in verschiedenen Werbespots und Theaterstücken. Es folgten Gastrollen in verschiedenen Fernsehserien und Kurzfilmen sowie größere Rollen in Filmen wie Poseidon Rex und Magic Hour. Sie lebt in Los Angeles, Kalifornien.

## Filmografie (Auswahl)

### Filme
- 2013: Fix It in Post (Kurzfilm)
- 2013: Poseidon Rex
- 2015: Magic Hour
- 2016: Terrordactyl
- 2016: Big Kids (Kurzfilm)

### Fernsehserien
- 2010: Lie to Me (1 Folge)
- 2010–2012: A Superhero Story (2 Folgen)
- 2011: Glory Daze (1 Folge)
- 2011: Suburgatory (1 Folge)